# Immenrodt
Immenrodt (auch Immenrode, Immenroden oder Simonrot genannt) war ein Weiler auf der Gemarkung Stuttgarts und der Stadt Fellbach im baden-württembergischen Rems-Murr-Kreis. Über die Geschichte der Wüstung ist nicht viel bekannt. Wahrscheinlich wurde der kleine Ort am Ende des 14. Jahrhunderts zerstört.

## Lage
Immenrodt ist der Name einer Weinlage westlich des Hinteren Bergs und südlich der Lage Lämmler, einem südlichen Ausläufer des Kappelbergs. Die Lage befindet sich ganz nahe an der Grenze zu Stuttgart-Untertürkheim, zu dessen Markung bereits ein Teil der Flur Immenrodt gehört.

## Geschichte
Erstmals erwähnt wurde der Weiler Immenrodt im Jahre 1121 als Imerott. Vermutlich waren Immenrodt wie auch das benachbarte Dietbach Tochtersiedlungen Cannstatts. Nach Eugen Bellon könnte bei der Gründung des Weilers ein Mann mit dem germanischen Namen Immo oder Irminfried beteiligt gewesen sein. Die Endung -rod weist auf einen Wald hin, der für den Ort gerodet wurde. Wahrscheinlich hatte das Kloster Zwiefalten Besitzungen in dem Ort, da sich in dessen Urkunden ein Immenrodt finden lässt. Es ist unklar, wann der Weiler abgegangen ist. 1262 veräußerte Graf Hartmann von Gruningen dem Abt Eberhard vom Kloster Salem ein Weingut in Imbenrode nebst Gütern zu Velbach (Fellbach).
Nach einer mündlichen Überlieferung wurde Immenrodt zusammen mit anderen Cannstatter Vororten von Truppen Rudolfs von Habsburg 1287 eingeäschert. Die überlebenden Einwohner hätten den Ort aufgegeben und seien nach Fellbach umgesiedelt. Das Landeskundliche Informationssystem, kurz LEO-BW, vermutet jedoch, Immenrodt sei erst im 15. Jahrhundert wüst gefallen.